# Anan Khalaily
Anan Khalaily (en hebreo: ענאן ח'לאילי‎; Jaljulia, 3 de septiembre de 2004) es un futbolista árabe-israelí que juega en la demarcación de delantero para el Union Saint-Gilloise de la Primera División de Bélgica.

## Trayectoria
Khalaili se unió a la academia de su equipo local, el Beitar Haifa FC, en 2012, pasando dos temporadas antes de ser traspasado al Maccabi Haifa FC. Después de varias temporadas en el club, pasó la temporada 2019-20 en la academia de Neve Yosef, donde anotó veinticinco goles en veinticuatro partidos, lo que llevó al Maccabi Haifa FC a llamarlo de vuelta. Su padre, que trabajaba como entrenador en Neve Yosef, afirmó que inicialmente se esperaba que Khalaily pasara dos temporadas en la academia, pero debido a su desempeño, lo solicitaron de vuelta después de solo una temporada.
El 2 de febrero de 2022 hizo su debut con el primer equipo en un partido que finalizó con victoria por 2-0 contra el Hapoel Hadera FC en la Copa de Israel. El 11 de julio de 2023 marcó su primer gol con el club en un partido que acabó con un resultado de 4-0 contra el Ħamrun Spartans FC en la fase de clasificación de la UEFA Champions League. Su primer título con el club lo consiguió el 22 de julio de 2023, fecha en la que el Maccabi Haifa consiguió la Supercopa de Israel de 2023 contra el Beitar Jerusalem FC, encuentro que finalizó con un resultado de 3-1, anotando Khalaily el tercer gol para su equipo en el minuto 94.
En junio de 2024 fichó por el Union Saint-Gilloise para las siguientes cuatro temporadas.

## Selección nacional
Tras jugar en la selección de fútbol sub-19 de Israel, la sub-20 y la sub-21, finalmente hizo su debut con la selección de fútbol de Israel el 15 de noviembre de 2023 en un partido amistoso contra Suiza que finalizó con un resultado de empate a uno tras el gol de Ruben Vargas para Suiza, y de Shon Weissman para Israel.

## Clubes
Actualizado al último partido disputado el 25 de mayo de 2025.
| Club                           | Div.          | Temporada     | Liga  | Liga  | Copas nacionales | Copas nacionales | Copas internacionales | Copas internacionales | Total | Total |
| Club                           | Div.          | Temporada     | Part. | Goles | Part.            | Goles            | Part.                 | Goles                 | Part. | Goles |
| ------------------------------ | ------------- | ------------- | ----- | ----- | ---------------- | ---------------- | --------------------- | --------------------- | ----- | ----- |
| Maccabi Haifa F. C. Israel     | 1.ª           | 2021-22       | 0     | 0     | 1                | 0                | —                     | —                     | 1     | 0     |
| Maccabi Haifa F. C. Israel     | 1.ª           | 2022-23       | 0     | 0     | 0                | 0                | —                     | —                     | 0     | 0     |
| Maccabi Haifa F. C. Israel     | 1.ª           | 2023-24       | 31    | 8     | 3                | 2                | 15                    | 3                     | 49    | 13    |
| Maccabi Haifa F. C. Israel     | Total club    | Total club    | 31    | 8     | 4                | 2                | 15                    | 3                     | 50    | 13    |
| Union Saint-Gilloise · Bélgica | 1.ª           | 2024-25       | 34    | 2     | 4                | 0                | 9                     | 0                     | 47    | 2     |
| Union Saint-Gilloise · Bélgica | Total club    | Total club    | 34    | 2     | 4                | 0                | 9                     | 0                     | 47    | 2     |
| Total carrera                  | Total carrera | Total carrera | 65    | 10    | 8                | 2                | 24                    | 3                     | 97    | 15    |

## Palmarés

### Campeonatos nacionales
| Título                      | Club                 | País    | Año  |
| --------------------------- | -------------------- | ------- | ---- |
| Supercopa de Israel         | Maccabi Haifa FC     | Israel  | 2023 |
| Supercopa de Bélgica        | Union Saint-Gilloise | Bélgica | 2024 |
| Primera División de Bélgica | Union Saint-Gilloise | Bélgica | 2025 |